# Голем Цалим
Голѐм Ца̀лим е село в Югозападна България. То се намира в община Сандански, област Благоевград.

## География
Голем Цалим се намира в планински район.

## История
Църквата „Свети Илия“ е изградена в 1865 година.
В 1891 година Георги Стрезов пише за селото:
В „Етнография на вилаетите Адрианопол, Монастир и Салоника“, издадена в Константинопол в 1878 година и отразяваща статистиката на населението от 1873 година, Тимар Цалип (Timar tsalipe) е посочено като село с 30 домакинства и 110 българи, а Вакъф Цалип с 45 домакинства и 150 българи.
| „ | Голем Цалим, село на С от Дебрене 1/2 час път. Планинста местност; главно занятие скотоводство. Църква, в която се чете гръцки. Броят на къщите е 45, само българе. | “ |

Към 1900 година според статистиката на Васил Кънчов („Македония. Етнография и статистика“) населението на Вакъвъ Цалимъ е 210 души, всички българи-християни, а на Тимаръ Цалимъ е 185 души, всички българи-християни.
При избухването на Балканската война в 1912 година четирима жители на Голем Цалим са доброволци в Македоно-одринското опълчение.

## Население

### Етнически състав
Преброяване на населението през 2011 г.
Численост и дял на етническите групи според преброяването на населението през 2011 г.:
|                     | Численост |
| Общо                | 14        |
| Българи             | 12        |
| Турци               | -         |
| Цигани              | -         |
| Други               | -         |
| Не се самоопределят | -         |
| Неотговорили        | 2         |